# شهرستان ساسکس (دلاویر)
شهرستان ساسکس، دلاور (به انگلیسی: Sussex County, Delaware) یک سکونتگاه مسکونی در ایالات متحده آمریکا است که در دلاویر واقع شده‌است.

## خصوصیات
شهرستان ساسکس ۳٬۰۹۷٫۶۴ کیلومترمربع مساحت دارد.